# 디볼버 디지털
디볼버 디지털은 미국의 비디오 게임 배급사이다. 텍사스주 오스틴에 본사가 위치하며 인디 게임 위주로 전세계에 비디오 게임을 배급하는 것이 주요사업이다.
2009년 6월, 나이젤 라우리, 해리 밀러, 그레임 스트러더스, 릭 스털츠, 마이크 윌슨 5명이 공동으로 설립했다. 이들은 이전에 비디오 게임 배급사 개더링 오브 디벨로퍼스와 게임콕 미디어 그룹을 운영하던 인물들이었으나 게임 소매판매에 소모되는 비용으로 인해 거대기업에 인수됐다. 그래서 그들이 신설한 디지털 디볼버는 이를 피하기 위해 비교적 비용이 저렴한 디지털 배급 위주로 사업을 전개했다.
초기에 디지털 디볼버는 《시리어스 샘》의 고화질 리메이크를 배급하는 것으로 시작했다. 《시리어스 샘》 시리즈의 리메이크 및 외전의 상업적 성공 이후, 디지털 디볼버는 소규모의 독립 개발사들의 게임을 배급하는 것으로 확장했다. 이런 사업 방향전환을 통해 배급한 첫 번째 게임 《핫라인 마이애미 (2012)》는 예상을 초과하는 대성과를 거둬 회사의 산업진출에 큰 영향을 줬다.
비디오 게임 배급 이외에 영화 배급을 위한 디볼버 디지털 필름즈를 운영하며 배급사 굿 셰퍼드 엔터테인먼트의 최대주주이다. 2021년 11월에 대체투자시장을 통해 공개 회사로 전환했다.

## 역사
디지털 디볼버는 2009년 6월 25일 텍사스주 오스틴에 설립됐다.

### 게임
- 핫라인 마이애미
- 듀크 뉴켐 3D
- 쉐도우 워리어 (1997년 비디오 게임)
- 비세라 클린업 디테일
- 루프트라우저
- 더 메신저 (2018년 비디오 게임)
- 그리스 (비디오 게임)
- 카타나 제로
- 폴 가이즈
- 컬트 오브 더 램

## 참조

### 주해
1. ↑  영어: Devolver Digital, Inc.
2. ↑  영어: Devolver Digital Films